# Ace Combat 04: Shattered Skies
Ace Combat 04: Shattered Skies es un videojuego de simulación de vuelo de combate de estilo arcade de 2001 desarrollado y publicado para PlayStation 2 por Namco. Es el cuarto título de la serie Ace Combat.

## Jugabilidad
El jugador asume el papel de un piloto de caza a lo largo de 18 misiones de la historia y un modo versus a pantalla dividida. Cada misión presenta diferentes objetivos, como el combate aire-aire, el ataque a tierra y la escolta de unidades amigas. El avión del jugador está armado con una ametralladora y misiles estándar que pueden apuntar a objetivos aéreos, terrestres y navales. También se pueden equipar armas especiales, como misiles aire-aire, misiles aire-superficie, cohetes y bombas. Al final de cada misión, los jugadores son clasificados según su rendimiento y reciben créditos para comprar nuevos aviones y armas especiales.
El jugador tiene la oportunidad de comprar 21 aviones diferentes, incluidos modelos de producción y prototipos del mundo real, así como aviones ficticios. Cada avión tiene dos esquemas de pintura alternativos que se obtienen derribando ases enemigos ocultos en cada misión.
El modo de juego es más simple y está más orientado a la acción que otros juegos de simuladores de vuelo de combate. El avión del jugador lleva mucha más munición que un avión real y tiene combustible infinito. Se pueden seleccionar múltiples niveles de dificultad que determinan la cantidad de enemigos, la habilidad de la IA y los umbrales de daño para jugadores y enemigos. En configuraciones más fáciles, el jugador puede sobrevivir a varios impactos de misiles, mientras que en las más difíciles, un solo misil puede destruir al jugador.

## Trama

### Escenario
El juego está ambientado en el universo alternativo de Strangereal, donde la Tierra tiene diferentes masas de tierra e historia. Cuatro años antes de los eventos del juego, un asteroide masivo entra y se rompe en la atmósfera de la Tierra. El impacto astronómico causa más de 500.000 muertes en las primeras dos semanas, así como una crisis financiera internacional y una crisis de refugiados. Justo antes de que comience el juego, la República Federal de Erusea invade y ocupa el país neutral de San Salvacion. Erusea también captura una serie de cañones de riel antiasteroides con nombre en código Stonehenge que se desarrolló para destruir los fragmentos del asteroide. Stonehenge se reutiliza como arma antiaérea de largo alcance. Las Fuerzas Aliadas del Estado Independiente (ISAF) se oponen a Erusea, pero la ISAF se ve obligada a retirarse fuera del alcance de Stonehenge a la isla de North Point. Erusea gana el control de la mayor parte del continente de Usea. El jugador controla al protagonista silencioso del juego, un piloto de la ISAF conocido por el indicativo Mobius 1, mientras que los interludios son narrados por un hombre de San Salvacion que escribe una carta a Mobius 1 después de la guerra recordando sus recuerdos de infancia en tiempos de guerra.

### Sinopsis
Mobius 1 e ISAF evitan que los bombarderos eruseanos destruyan el cuartel general de la ISAF y permiten que las tropas de la ISAF evacuen a North Point. Mobius 1 participa en una serie de ataques aéreos para desactivar la flota "invencible" Aegeir de Erusea, deteniendo los intentos de Erusea de invadir North Point por mar.  Reforzados por sus victorias, los aviones de la ISAF se adentran más en el continente, pero sufren grandes pérdidas por los disparos de Stonehenge. La ISAF luego lanza una invasión terrestre del continente de Usea, estableciendo un punto de apoyo en el continente. Mobius 1 gana reputación como un as prometedor.
Mientras tanto, un niño es testigo de la muerte de su familia inmediata cuando un caza eruseano con un número de cola 13 pintado de amarillo derriba un avión de la ISAF que se estrella contra la casa del niño. El niño es acogido por su tío, un alcohólico desempleado que vive encima de un bar en la ciudad capital de San Salvación. El niño describe su experiencia de la ocupación eruseana. Obtiene ingresos tocando música para los soldados eruseos en el bar. Allí conoce al as piloto eruseano con el indicativo Amarillo 13 (Yellow 13), que capitanea el Escuadrón Amarillo (Yellow Squadron), el de élite eruseano. Aunque al principio el niño está resentido con Amarillo 13, el capitán y el resto del escuadrón se hacen amigos y adoptan al niño como uno de los suyos. El niño habla del deseo de Amarillo 13 de enfrentarse a un oponente digno y alaba la creciente habilidad de Mobius 1.
La invasión de la ISAF marca un punto de inflexión en la guerra contra Erusea. Esto causa problemas logísticos para el Escuadrón Amarillo. El niño descubre que el tabernero y su hija son agentes de la resistencia, aunque a la hija le gusta Amarillo 13. La hija bombardea el aeródromo del Yellow Squadron, dañando el avión pilotado por la compañera de ala de Amarillo 13 y amiga cercana, Amarillo 4. ISAF lanza un ataque contra Stonehenge en el que Mobius 1 desactiva la matriz de cañones de riel. El Escuadrón Amarillo se apresura a defender Stonehenge. En la pelea de perros resultante, Amarillo 4 es derribada por Mobius 1 y no logra eyectarse. Amarillo 13 lamenta en silencio la muerte de su compañera.
Cuando las fuerzas de la ISAF se acercan a San Salvación, Amarillo 13 atrapa a la hija del barman después de que intenta colocar detonadores explosivos. El niño interviene y llama a Amarillo 13 un "cerdo fascista". Amarillo 13 está molesto por las palabras del niño, pero permite que se vayan libres. ISAF libera el capitolio de San Salvacion. El niño y la hija del camarero siguen a las fuerzas eruseanas en retirada. Las fuerzas de la ISAF avanzan a través de la última línea defensiva de Erusea hasta la capital de Erusea. Mientras ISAF asedia la ciudad, Mobius 1 se enfrenta y derrota a Amarillo 13 y al resto del Escuadrón Amarillo. El niño y la hija del tabernero encuentran y entierran el pañuelo de Amarillo 13.
El liderazgo eruseano se rinde a la ISAF. Sin embargo, un grupo rebelde de jóvenes oficiales eruseanos toma el control de Megalith, una superarma que usa cohetes para derribar fragmentos de asteroides en órbita. Mobius 1 lidera el Escuadrón Mobius recién formado en la batalla contra los oficiales deshonestos mientras una unidad de fuerzas especiales se infiltra en las instalaciones de Megalith. Mobius 1 vuela hacia los puertos de misiles para destruir los generadores de Megalith. La unidad de fuerzas especiales abre la ruta de escape de Mobius 1 en el último momento y el escuadrón celebra el heroísmo de Mobius 1.
Muchos años después de la guerra, el niño (ahora adulto) reflexiona sobre la vida y la muerte de Amarillo 13. Le escribe a Mobius 1 que "debe haberle traído una alegría inesperada tener un oponente como tú, al final de esa guerra sin sentido".

## Desarrollo
El equipo de desarrollo vio a Ace Combat 04 como un regreso al origen de la franquicia después del lanzamiento mixto de Ace Combat 3: Electrosphere. Esta filosofía de diseño se reflejó en el eslogan de marketing "Está cambiando todo de nuevo". Se le dio al juego una sensación más de arcade con un mayor enfoque en los objetivos de ataque de puntuación y menos escenas de la historia. Studio 4 °C desarrolló los interludios que se reproducen entre misiones como cinemáticas de presentación de diapositivas, lo que supuso una alternativa rentable a las cinemáticas totalmente animadas de Electrosphere.
A diferencia de la música rock inspirada en Top Gun de Ace Combat 2 y de la música electrónica de Electrosphere, Ace Combat 04 presenta una mezcla de música rock, orquestal y de sintetizador, así como un coro latino, que cimentó el estilo de las bandas sonoras de Ace Combat en adelante. El director de sonido, Tetsukazu Nakanishi, diseñó la música para que fluyera como la banda sonora de una película. El audio se grabó desde los F-4 y F-15 de la base de autodefensa japonesa de Hyakuri.

## Recepción
Ace Combat 04: Shattered Skies fue un éxito comercial. En 2008, vendió 2,64 millones de copias en todo el mundo, lo que lo convirtió en el juego Ace Combat más vendido hasta que Ace Combat 7: Skies Unknown lo superó en 2021.
Ace Combat 04: Shattered Skies fue aclamado por la crítica en su lanzamiento, recibió el premio Gold Hall of Fame de Famitsu y fue catalogado como Editor's Choice por IGN. En el sitio web del agregador de reseñas Metacritic, 04 tiene un 89/100, lo que indica "reseñas generalmente favorables". IGN le dio al juego un 9.1 de 10 y la revista Famitsu obtuvo una calificación de 33 de 40 en el lanzamiento. Fue nominado para los premios anuales "Mejor historia" y "Mejor juego de disparos" de GameSpot entre los juegos de consola, que fueron respectivamente para Final Fantasy X y Halo: Combat Evolved.